# Roger Guimerà
Roger Guimerà (Barcelona, 1976) és un físic català. Es va llicenciar en Física per la Universitat de Barcelona el 1998, i es va doctorar en Enginyeria química per la Universitat Rovira i Virgili el 2003. Aquell mateix any es traslladà a la Northwestern University, als Estats Units, on va treballar durant set anys com a investigador postdoctoral, investigador Fulbright i professor de recerca. Des de l'any 2010 és professor de Recerca ICREA al Departament d'Enginyeria Química de la Universitat Rovira i Virgili, on codirigeix el grup de recerca SEES:lab La seva feina gira entorn de l'estudi dels sistemes i les xarxes complexes, i li ha valgut el Premi Nacional de Recerca al Talent Jove de la Generalitat de Catalunya (2010), l'Erdos-Renyi Prize in Network Science de la Network Science Society (2012) i el premi Young Scientist Award for Socio- and Econophysics de la Societat Alemanya de Física (2014).